# Hipoplasia dérmica focal
La hipoplasia dérmica focal (HDF) es una alteración genética de herencia dominante ligada al cromosoma X. Los afectados sufren desde el nacimiento atrofia cutánea y malformaciones, especialmente en la cara y en los dedos.

## Denominación
A este síndrome actualmente se le ha dejado de denominar como síndrome de Jessner-Cole o síndrome de Liebermann-Cole.
No debe confundirse con el síndrome de Gorlin que es el síndrome del carcinoma nevoide basocelular; o con el Síndrome LEOPARD, que es una lentiginosis múltiple.

## Etiología
Se produce por una mutación del gen PORCN, situado en el brazo corto del cromosoma X (Xp11.23).

## Cuadro clínico
Desde el nacimiento presenta atrofia cutánea, en forma de bandas lineales irregulares, asimetrías faciales o corporales, malformaciones de los dedos (sindactilias, adactilias, mano en pinza de langosta), retraso mental, estatura baja y otras malformaciones.